# Boldogan élek (Így jártam anyátokkal)
A Boldogan élek az Így jártam anyátokkal című televízió-sorozat negyedik évadának hatodik epizódja. Eredetileg 2008. november 3-án vetítették, míg Magyarországon 2010. május 3-án.
Ebben az epizódban miután Ted szakított Stellával, véletlenül újra találkoznak egy étteremben, és ez remek alkalom arra, hogy mindenki felidézze, kivel nem találkozna szívesen.

## Cselekmény
Ted szokatlanul boldog a szakítást követő napon. Barátai (Barney kivételével, aki örül annak, hogy nem nősült meg) aggódnak miatta, mert úgy vélik, elfojtja az érzéseit. Két héten keresztül próbálják vigasztalni, míg Ted folyamatosan azt mondja, hogy jól van. Végül már kényszeríteni próbálják, hogy engedje szabadjára az érzéseit. Ted visszautasítja ezt, de az kiderül, hogy van nála egy térkép, azokkal a helyekkel, amiket el kell kerülnie, ha nem akar találkozni Stellával. A térkép segítségével elmennek egy étterembe, amit Lily barátnője ajánlott.
Csakhogy kiderül, hogy ez a "barátnő" Stella, aki hamarosan fel is bukkan. Pánikba esve Ted az asztal alá bújik, a többiek pedig követik, megvárva, míg Stella távozik. Lily szerint szembe kellene néznie vele – ő is ezt tenné, ha találkozna Michael Sasser-rel, egykori osztálytársával, akire ráfogta, hogy szellentett, és úgy megszégyenült emiatt, hogy iskolát kellett váltania. Barney egyetért, ugyanakkor közli, hogy ő nő miatt sosem bujkálna. Ám Ted megemlíti Becca DiLucci-t. Ő egy rab volt a börtönben, akit Barney a beszélőn szédített, majd később egy másik nővel is folytatta. Azóta halálos fenyegetéseket is kapott már tőle, ezért rejtőzködik.
Robin egyetért Teddel, mert ő is bujkál az apja elől. Robin apja csalódott volt, mert nem fia született, és ezért fiúnak nevelte őt. Még szarvasvadászatra is elvitte. Amikor azonban rajtakapta, hogy egy barátjával csókolózik, lemondott róla, ekkor került az anyjához és lett belőle Robin Sparkles.
Ted rájön, hogy a barátai is hasonló problémáktól szenvednek, mint ő, de ezek már a múltban voltak, ez pedig a jelen, és lehetősége lenne változtatni. Mivel Stella már elment, utánaered taxival, és még mindig nem dühös rá, mert beszélgetni akar vele. Aztán amikor rájön, hogy Stella nem New Jersey-be megy vissza, hanem Tonyhoz – azaz más kedvéért beköltözött volna New York-ba, de az övéért nem – végre elszabadulnak az indulatai. Elképzeli magát, ahogy jól kiosztja Stellát, de amikor azt látja, hogy milyen jó családot alkotnak Tonyval és Lucyvel, meggondolja magát. Jövőbeli Ted szerint ahelyett, hogy az ember lenyelné a mérgét, vagy valaki képébe vágná, néha a legjobb dolog elengedni azt.

## Kontinuitás
- Robin problémáiról az apjával először a "Hűha, nadrágot le" című részben volt szó.
- Robin felfedi, hogyan lett Robin Sparkles.
- "A platinaszabály" című epizódban Ted a kilencedik lépésnek nevezte az egymás mellett létezést, amely jelen helyzetben is igaz.
- Marshall felfedi, hogy Stella utálta a Star Warst ("Ismerlek?")
- Ted dühös lesz, mert Stella az ő kedvéért nem költözött volna a városba ("Én szeretem New Jersey-t")

## Jövőbeli utalások
- Robin családjának nagy háza előreutalás arra, ami a "Szünet ki" című részből derül ki: hogy nagyon gazdagok.
- "A Taktikai Könyv" című részben Barney a "Ted Mosby" nevű módszerrel is csajozik, azaz hogy otthagyták az oltárnál, és így sajnáltatja magát.
- Ted és Robin "A lángoló méhész" című részben is azon vitatkoznak, hogy Ted kerüli a konfliktusokat.
- Barney "A Stinson-rakétaválság" című részben is ügyvédnek adja ki magát, hogy csajozzon.
- A "Rejtély kontra tények" című epizódban részletesebben is látható, hogyan kényszerítette Robint az apja a vadászatokra.
- A "Feltámadás" című epizódban Ted felfedi, hogy masszívan másnaposan ébredt azután, hogy otthagyták az oltárnál.

## Érdekességek
- Robin a "Lotyós tök" című részben azt mondta, hogy sosem sportolt, itt viszont látható, hogy hokizott.
- Ugyancsak Robin azt állítja, hogy 3 éve nem beszélt az apjával, ugyanakkor 1 évvel korábban, a "Beboszetesza" című részben Barney vigyázott a kutyáira, míg meglátogatta az apját.
- Marshall "A Birodalom visszavág" című filmből vett idézettel hívja fel Ted figyelmét arra, hogy Stella hazudott neki a Star Wars-szal kapcsolatban.
- Ez az egyetlen epizód, amelyben Eric Braeden játssza Robin apját.

## Vendégszereplők
- Sarah Chalke – Stella Zinman
- Jason Jones – Tony Grafanello
- Eric Braeden – Robin Scherbatsky Sr.
- Darcy Rose Byrnes – Lucy Zinman
- Max Prado – Michael Sasser
- Shelby Zemanek – 8 éves Robin
- Michael Bolten – Kyle
- Meegan Godfrey – Becca DiLucci
- Chris Dotson – pincér
- Andre Navarro – pincér

## Zene
- Correatown – All The World (I Tell Myself)
- Regina Spektor – Better

## Fordítás
- Ez a szócikk részben vagy egészben  a   Happily Ever After (How I Met Your Mother) című angol Wikipédia-szócikk ezen változatának fordításán alapul.  Az eredeti cikk szerkesztőit annak laptörténete sorolja fel. Ez a jelzés csupán a megfogalmazás eredetét és a szerzői jogokat jelzi, nem szolgál a cikkben szereplő információk forrásmegjelöléseként.